# 용화여객
용화여객자동차(龍華旅客自動車)는 대한민국 부산광역시의 시내버스 운수업체이고, 본사는 부산광역시 수영구 민락본동로19번길 51 (민락동)에 있다. 주로 민락동에서 서면, 남포동을 잇는 노선을 운영하고 있다. 계열사로는 동래구의 시내버스 회사인 학성여객과 금정구의 택시회사인 신진교통 등이 있다.
2019년 7월 1일 자로 영신여객 소속 16번 노선을 인수하여 운영하고 있다.

## 주요 연혁
- 1980년 4월 1일 설립

## 차고지
- 부산광역시 수영구 민락본동로19번길 51 (민락동) (본사 ; 41번, 83번, 83-1번 시종착 및 관리 / 583번 야간주박 및 관리)
- 부산광역시 남구 신선로329번길 16-8 (용당동) (창성여객본사 ; 583번 시종착)
- 부산광역시 사상구 엄궁로 57 (엄궁동) (엄궁동영업소 ; 16번 시종착 및 관리)
- 부산광역시 동래구 미남로 58 (사직동)(학성여객본사; 83-1번 회차지)

## 운행 노선
- ● 16번 : 엄궁동 ↔ 동아대학교 승학캠퍼스 ↔ 괴정역 ↔ 감천동 ↔ 고신대학교복음병원 ↔ 부산관광고등학교 ↔ 서구청 ↔ 부산대학교병원(토성역) ↔ 구덕운동장
- ● 41번 : 민락동 ↔ 수영구청 ↔ 경성대학교 ↔ 자성대 ↔ 부산역 ↔ 충무동(자갈치시장)
- ● 83번 : 민락동 ↔ 금련산역 ↔ 경성대학교 ↔ 자성대/영남예식장 ↔ 서면 ↔ 부전역
- ● 83-1번 : 민락동 ↔ 민락수변공원 ↔ 금련산역 ↔ 경성대학교 ↔ 자유시장 ↔ 서면 ↔ 초읍동 ↔ 사직운동장 ↔ 사직동 (이 노선은 학성여객과 공동배차한다.)
- ● 583번 : 용당동 ↔ 동명대학교 ↔ 남천동 ↔ 황령터널 ↔ 성북초등학교 → 롯데호텔 부산 → 서면 → 자유시장 → 부산시민회관 → 문현동 → 국제금융센터·부산은행역 → 성북초등학교 (이 노선은 창성여객과 공동배차한다)

## 보유 차량

#### 자일대우버스
- 자일대우 NEW BS106 (16번 한정)

#### 현대자동차
- 현대 그린시티
- 현대 뉴 슈퍼에어로시티
- 현대 저상 뉴 슈퍼에어로시티
- 현대 일렉시티

## 갤러리

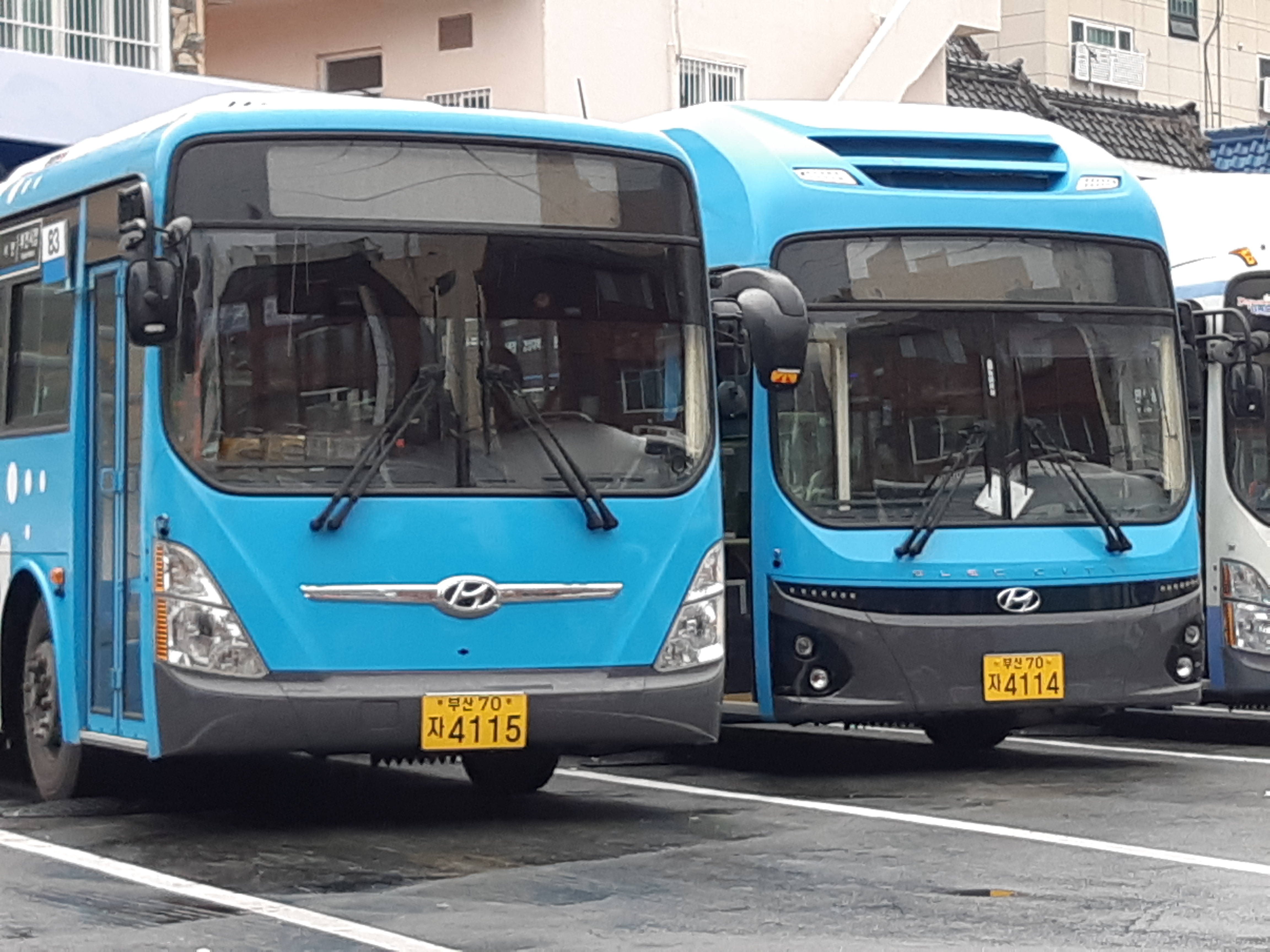
부산시내버스 83번

## 같이 보기
- 성원여객